# Język fidżyjski
Język fidżyjski (Na vosa vaka-Viti) – język austronezyjski ze wschodniej gałęzi grupy oceanicznej, blisko spokrewniony z językami polinezyjskimi, przez wieki pozostawał pod ich wpływem z powodu kontaktów Fidżyjczyków z Tongijczykami i Samoańczykami. Używany jest na Fidżi przez ok. 350 tys. osób, należących do ludności autochtonicznej.

## Fidżyjski jako język urzędowy
Język fidżyjski jest językiem oficjalnym na Fidżi, wraz z językiem hindustani i angielskim.
Używany jako pierwszy język na Vanua Levu, wschodniej połowie Viti Levu i na mniejszych wyspach: Kadavu, Nayau, Lakeba, Oneata, Moce, Komo, Namuka, Kabara, Vulaga, Ogea i Vatoa (w sumie 350 tys.). Na pozostałym obszarze Fidżi używany jako drugi język (dodatkowe 200 tys.).

## Ortografia i wymowa
W języku tym występuje kilka spółgłosek, które są wymawiane inaczej niż spółgłoski polskie:
- „b” jest wymawiane jak [mb] (bambus)
- „c” jest wymawiane jak [ð] (ang. this)
- „d” jest wymawiane jak [nd] (banda)
- „g” jest wymawiane jak [ŋ] (ang. sing)
- „q” jest wymawiane jak [ŋg] (ranga)

## Słownictwo
| Fidżyjski | Polski   |
| --------- | -------- |
| dua       | jeden    |
| rua       | dwa      |
| tolu      | trzy     |
| vaa       | cztery   |
| lima      | pięć     |
| ono       | sześć    |
| vitu      | siedem   |
| walu      | osiem    |
| ciwa      | dziewięć |
| tini      | dziesięć |